# Klang (Moselle)
Pour les articles homonymes, voir Klang.
Klang est une commune française située dans le département de la Moselle en région Grand Est.
Ses habitants sont appelés les Klangeois et sont au nombre de 213 en 2022.

## Géographie
La commune est située sur le plateau lorrain, dans le pays thionvillois ; à 18 km au Sud-Est de Thionville, 22 km au Sud de Sierck-les-Bains, 16 km à l'Ouest de Bouzonville et 8 km à l'Est de Metzervisse. 
Klang est traversé par la route D60a.
| Buding             | Veckring         |          |
| Kédange-sur-Canner | Klang            | Kemplich |
|                    | Hombourg-Budange |          |

### Hydrographie
Cette commune se trouve dans le bassin versant du Rhin au sein du bassin Rhin-Meuse. Elle est drainée par le ruisseau le Cuerbach, le ruisseau le Kolhenbach et le ruisseau le Strumbach.

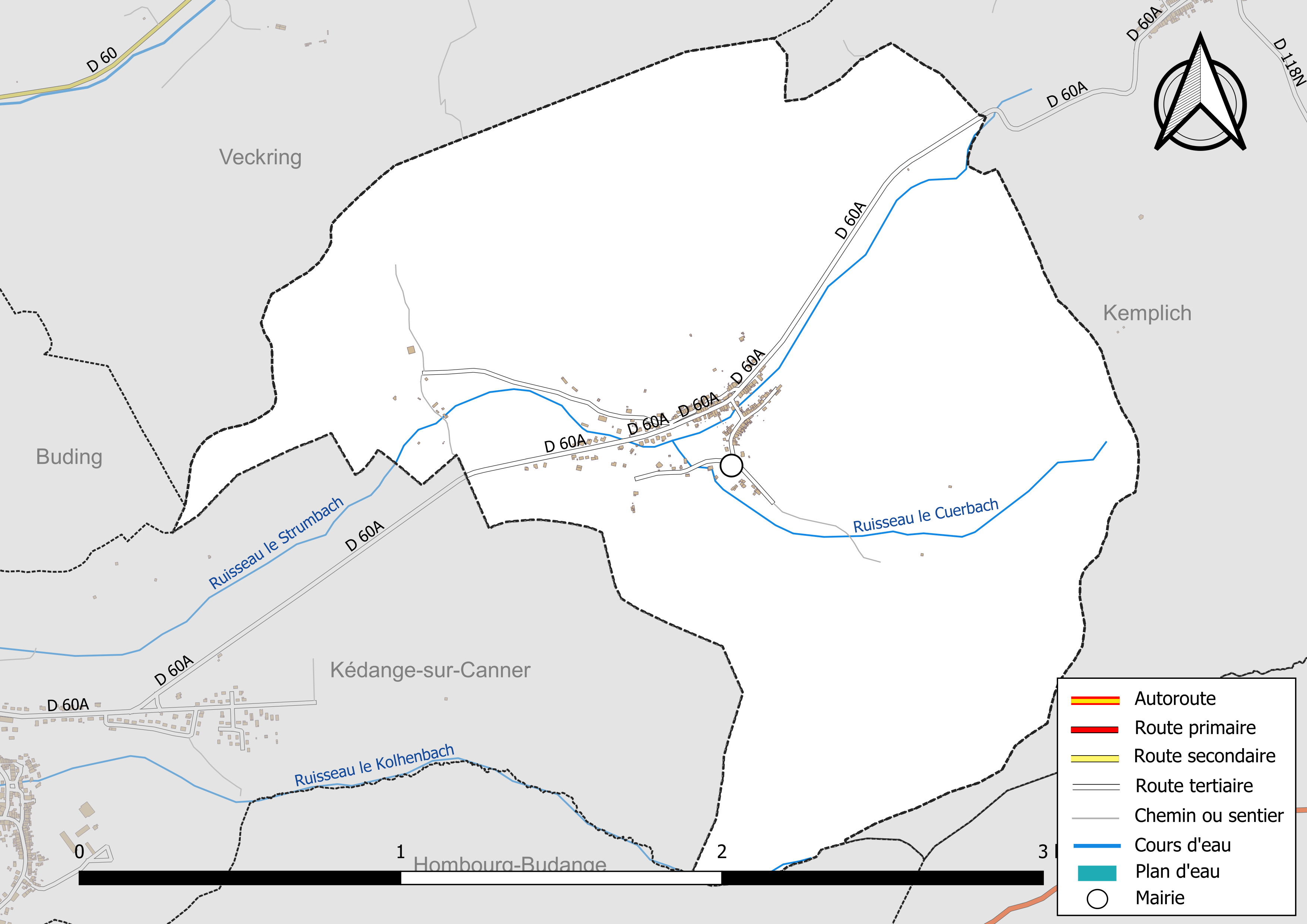
Réseaux hydrographique et routier de Klang.

### Climat
Pour des articles plus généraux, voir Climat du Grand Est et Climat de la Moselle.
En 2010, le climat de la commune est de type climat de montagne, selon une étude du Centre national de la recherche scientifique s'appuyant sur une série de données couvrant la période 1971-2000. En 2020, Météo-France publie une typologie des climats de la France métropolitaine dans laquelle la commune est exposée à un climat semi-continental et est dans la région climatique  Lorraine, plateau de Langres, Morvan, caractérisée par un hiver rude (1,5 °C), des vents modérés et des brouillards fréquents en automne et hiver. 
Pour la période 1971-2000, la température annuelle moyenne est de 9,5 °C, avec une amplitude thermique annuelle de 16,6 °C. Le cumul annuel moyen de précipitations est de 808 mm, avec 12,3 jours de précipitations en janvier et 9,6 jours en juillet. Pour la période 1991-2020, la température moyenne annuelle observée sur la station météorologique de Météo-France la plus proche, « Malancourt », sur la commune d'Amnéville à 18 km à vol d'oiseau, est de 10,2 °C et le cumul annuel moyen de précipitations est de 884,1 mm. 
La température maximale relevée sur cette station est de 39,3 °C, atteinte le 25 juillet 2019 ; la température minimale est de −17,9 °C, atteinte le 5 janvier 1985,,. 
Les paramètres climatiques de la commune ont été estimés pour le milieu du siècle (2041-2070) selon différents scénarios d'émission de gaz à effet de serre à partir des nouvelles projections climatiques de référence DRIAS-2020. Ils sont consultables sur un site dédié publié par Météo-France en novembre 2022.

## Urbanisme

### Typologie
Au 1er janvier 2024, Klang est catégorisée commune rurale à habitat dispersé, selon la nouvelle grille communale de densité à sept niveaux définie par l'Insee en 2022.
Elle est située hors unité urbaine. Par ailleurs la commune fait partie de l'aire d'attraction de Luxembourg (partie française), dont elle est une commune de la couronne,. Cette aire, qui regroupe 115 communes, est catégorisée dans les aires de 700 000 habitants ou plus (hors Paris),.

### Occupation des sols
L'occupation des sols de la commune, telle qu'elle ressort de la base de données européenne d’occupation biophysique des sols Corine Land Cover (CLC), est marquée par l'importance des forêts et milieux semi-naturels (73,9 % en 2018), en augmentation par rapport à 1990 (62,5 %). La répartition détaillée en 2018 est la suivante : 
forêts (62,5 %), prairies (13,1 %), milieux à végétation arbustive et/ou herbacée (11,4 %), zones agricoles hétérogènes (7 %), terres arables (6 %). L'évolution de l’occupation des sols de la commune et de ses infrastructures peut être observée sur les différentes représentations cartographiques du territoire : la carte de Cassini (XVIIIe siècle), la carte d'état-major (1820-1866) et les cartes ou photos aériennes de l'IGN pour la période actuelle (1950 à aujourd'hui).

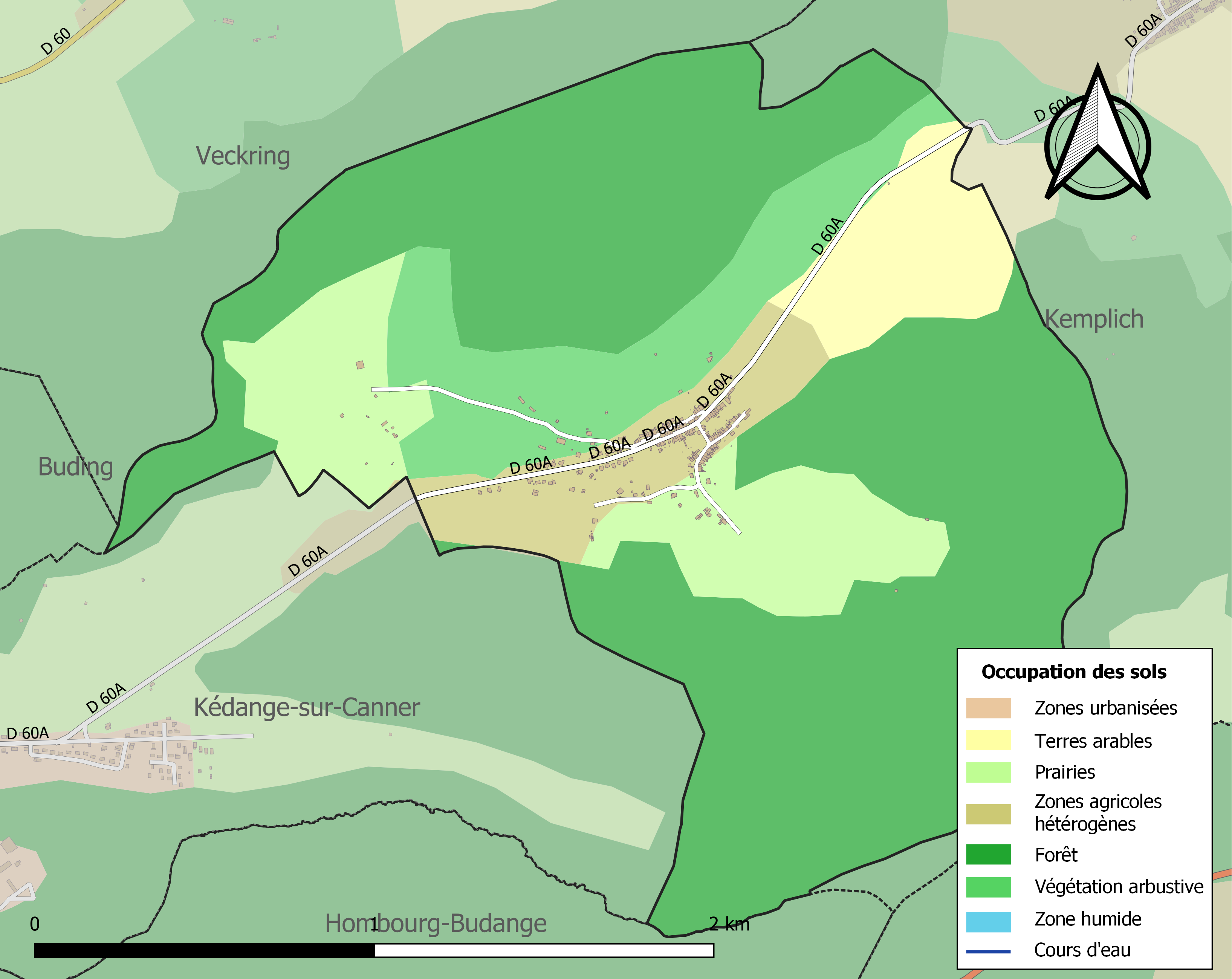
Carte des infrastructures et de l'occupation des sols de la commune en 2018 (CLC).

## Toponymie
- Mentions anciennes : Klingen en 1594[13], Clingen en 1686[13], Clangen en 1662[13], Klangen en 1693[13], Klain en 1756[13], Klan (carte de Cassini)[13], Klang en 1793[14].
- En francique lorrain : Klang[15]. En allemand : Klangen (1871-1918).

## Histoire
La commune est construite sur les ruines d'un important village d'origine gallo-romaine. Au début du XXIe siècle, la présence de vestiges d'un éperon barré de l'époque gauloise est encore bien visible en forêt communale. 
Village du duché de Lorraine, Klang est cédé à la France en 1661 par le traité de Vincennes. Sur le plan spirituel, ce village était une annexe de la paroisse de Kemplich.
Au XVIIIe siècle, Klang dépend de la prévôté de Sierck et du bailliage de Thionville.
La commune de Klang est réunie à celle de Kemplich par un décret impérial du 8 novembre 1810, elle reprend son indépendance en 1930.

## Politique et administration
| Période                                  | Période   | Identité      | Étiquette              | Qualité |
| ---------------------------------------- | --------- | ------------- | ---------------------- | ------- |
| mars 1977                                | mars 2008 | Roger Cridel  |                        |         |
| mars 2008                                | En cours  | André Pierrat | UDI puis apparenté REC |         |
| Les données manquantes sont à compléter. |           |               |                        |         |

## Démographie
L'évolution du nombre d'habitants est connue à travers les recensements de la population effectués dans la commune depuis 1793. Pour les communes de moins de 10 000 habitants, une enquête de recensement portant sur toute la population est réalisée tous les cinq ans, les populations de référence des années intermédiaires étant quant à elles estimées par interpolation ou extrapolation. Pour la commune, le premier recensement exhaustif entrant dans le cadre du nouveau dispositif a été réalisé en 2005.

En 2022, la commune comptait 213 habitants, en évolution de −10,88 % par rapport à 2016 (Moselle : +0,52 %, France hors Mayotte : +2,11 %).
| 1793 | 1800 | 1806 | 1931 | 1936 | 1946 | 1954 | 1962 | 1968 |
| ---- | ---- | ---- | ---- | ---- | ---- | ---- | ---- | ---- |
| 267  | 227  | 220  | 195  | 182  | 165  | 204  | 210  | 222  |

| 1975 | 1982 | 1990 | 1999 | 2005 | 2006 | 2010 | 2015 | 2020 |
| ---- | ---- | ---- | ---- | ---- | ---- | ---- | ---- | ---- |
| 237  | 256  | 252  | 236  | 241  | 247  | 244  | 241  | 218  |

| 2022 | - | - | - | - | - | - | - | - |
| ---- | - | - | - | - | - | - | - | - |
| 213  | - | - | - | - | - | - | - | - |

## Culture locale et patrimoine

### Lieux et monuments
- Le Nonnenfels : sur une paroi rocheuse de grès rhétien se trouve un imposant Bas-relief datant probablement de l'époque gallo-romaine où le culte de la fertilité était couramment pratiqué.
- Ancienne carrière souterraine de gypse abritant des chauves-souris. Site Natura 2000. Présence de pelouses marneuses à Orchidacées.

#### Édifice religieux
- Chapelle Saint-Marc de 1778 : statue de saint Christophe du XVIIe siècle.

### Héraldique
| Blason de Klang (Moselle) | Blason  | Coupé : au premier d'or à la bande de gueules chargée de trois alérions d'argent, au deuxième d'argent au cep de vigne de sinople, fruité de pourpre, sur un échalas du même. |
| Blason de Klang (Moselle) | Détails | |